# Героический конец
«Героический конец» (хинди वीरगति, Veergati) — индийский боевик, вышедший в прокат 29 сентября 1995 года. Главную роль сыграл Салман Хан. Картина провалилась в прокате.

## Сюжет
Сирота Аджай (Салман Хан) был грудным младенцем найден полицейским Хавалдаром и вырос в его доме. Жена Хавалдара не захотела воспитывать чужого ребёнка и ушла от мужа. Ещё ребёнком Аджай много времени проводил за игрой в карты и вырос крутым парнем, не желающим мириться с несправедливостью . По этой причине он не может устроиться на работу. Он находит место санитара в больнице, но лишается его после того, как решает проучить циничный персонал за плохое обращение с больными.
Его друг Сулох собирается жениться на Пудже, отец которой против этого и желает найти для своей дочери богатого жениха. Аджай обещает ему, что Сулох скоро разбогатеет, и пытается добыть денег привычным способом — игрой в карты. Он выигрывает огромную сумму, чем вызывает недовольство проигравших ему бандитов. Хавалдар, узнав о его поступке, выгоняет его из дома. Ему приходится некоторое время скрываться от преследования своих врагов. После примирения с приемным отцом Аджай решает вернуть в дом его жену. Разыскав её, Аджай узнает, что у Хавалдара есть дочь.

## В ролях
- Салман Хан — Аджай
- Дивья Дутта[англ.] — Сандхия
- Фарида Джалал — Парвати
- Кулбхушан Харбанда[англ.] — Хавалдар
- Рохини Хаттангди[англ.] — Шанта
- Саид Джаффри — отец Пуджи
- Пуджа Дадвал — Пуджа
- Атул Агнихотри — Сулох

## Саундтрек
| №  | Название                         | Исполнители                      | Длительность |
| -- | -------------------------------- | -------------------------------- | ------------ |
| 1. | «Mausam Ne Badal Se»             | Кумар Сану, Бела Сулакхе         | 4:36         |
| 2. | «Meri Nigah Main»                | Кумар Сану, Садхана Саргам       | 7:18         |
| 3. | «Tum Dil Main Bas Gaye Ho»       | Мангал Сингх, Садхана Саргам     | 5:27         |
| 4. | «Tu Meethi Hai Tu Namkeen Hai»   | Адеш Шривастава, Виджаята Пандит | 6:02         |
| 5. | «Khud Se Har Koi Rootha Hai»     | Кумар Сану, Пурнима              | 5:55         |
| 6. | «Jahan Kabhi Dil Ne Khai Thokar» | Суреш Вадкар, хор                | 5:55         |